# Lac des Poissons Blancs
Lac des Poissons Blancs är en sjö i Kanada.   Den ligger i regionen Saguenay–Lac-Saint-Jean och provinsen Québec, i den östra delen av landet, 500 km nordost om huvudstaden Ottawa. Lac des Poissons Blancs ligger 205 meter över havet. Arean är 1,8 kvadratkilometer. Den sträcker sig 4,4 kilometer i nord-sydlig riktning, och 1,0 kilometer i öst-västlig riktning.
I omgivningarna runt Lac des Poissons Blancs växer i huvudsak blandskog. Trakten runt Lac des Poissons Blancs är nära nog obefolkad, med mindre än två invånare per kvadratkilometer.